# 金炅
金炅（1542年—？），字元晦，江西南昌府新建縣人，民籍，明朝政治人物。

## 生平
隆慶元年（1567年）丁卯科江西鄉試第三名，萬曆五年（1577年）丁丑科會試第二百六十名，登二甲第五十六名進士。

## 家族
曾祖金孟溱；祖父金聲隆；父金國兆。母鄧氏。具慶下。